# Happy Hour! (The Offspring)
Happy Hour! is een verzamelalbum van de Amerikaanse punkrockband The Offspring. Het werd uitgebracht op 4 augustus 2010. Het album beschrijft nummers uit ongeveer 15 jaar carrière van de band. Het is het eerste album van de Offspring dat niet in de Verenigde Staten werd uitgebracht. 
Het album bevat live-versies en remixes van nummers van hun studioalbums Smash, Ixnay on the Hombre, Americana, Conspiracy of One en Splinter. Hoewel het twee jaar na Rise and Fall, Rage and Grace is uitgebracht, bevat deze compilatie geen live-versies en remixen van nummers van dat album. Het bevat ook nummers van soundtracks en verschillende B-kantjes. Het album bevat ook covers van nummers van bands als The Buzzcocks, Iggy Pop & The Stooges, T.S.O.L. en AC/DC. Het album heeft wereldwijd +600.890 exemplaren verkocht.

## Nummers
| No. | Titel                                                                 | Originele album                                  | Looptijd |
| --- | --------------------------------------------------------------------- | ------------------------------------------------ | -------- |
| 1.  | "Come Out and Play (Keep ‘Em Separated)" (live)                       | Smash (1994)                                     | 3:11     |
| 2.  | Pretty Fly (for a White Guy) (Live)                                   | Americana (1998)                                 | 3:05     |
| 3.  | All I Want (live)                                                     | Ixnay on the Hombre (1997)                       | 2:07     |
| 4.  | "Gone Away" (Live)                                                    | Ixnay on the Hombre (1997)                       | 4:17     |
| 5.  | "Staring At The Sun" (Live)                                           | Americana (1998)                                 | 2:27     |
| 6.  | "Hit That" (Live)                                                     | Splinter (2003)                                  | 2:47     |
| 7.  | Gotta Get Away (Live)                                                 | Smash (1994)                                     | 3:47     |
| 8.  | "Dammit, I Changed Again" (Live at Wembley)                           | Conspiracy of One (2000)                         | 2:55     |
| 9.  | "D.U.I."                                                              | B-kant van single "Gone Away" (1997)             | 2:30     |
| 10. | "Beheaded" (1999 versie) (nummer opnieuw opgenomen van The Offspring) | Soundtrack van Idle Hands (1999)                 | 2:41     |
| 11. | "Sin City" (cover van AC/DC)                                          | B-kant van de single "Million Miles Away" (2001) | 4:27     |
| 12. | "I Got a Right" (Cover van Iggy Pop and The Stooges)                  | Club Me (1997)                                   | 2:22     |
| 13. | "Hey Joe" (Cover van Billy Roberts)                                   | Go Ahead Punk... Make My Day (1996)              | 2:39     |
| 14. | "80 times" (cover van T.S.O.L.)                                       | B-kant van de single "Want You Bad" (2000)       | 2:07     |
| 15. | "Autonomy" (cover van Buzzcocks)                                      | B-kant van de single "Want You Bad" (2000)       | 2:36     |
| 16. | "Want You Bad (Remix van Blag Dahlia)"                                | Conspiracy of One (2000)                         | 3:10     |
| 17. | Why Don't You Get a Job? (Remix van The Baka Boyz)                    | Americana (1998)                                 | 4:21     |
| 18. | "Million Miles Away" (Remix van Apollo 440)                           | Conspiracy of One (2000)                         | 4:01     |
| 19. | "Pretty Fly (for a White Guy)" (Remix van The Baka Boyz)"             | B-kant van de single "She's Got Issues"          | 3:03     |

## Betrokkenen
- Dexter Holland - zang, slaggitaar
- Noodles - leadgitaar, achtergrondzang
- Greg K. - basgitaar, achtergrondzang
- Ron Welty - drums
- Atom Willard - drums (1, 6-7)